# Paleoatmosfera
El terme paleoatmosfera es refereix a l'atmosfera, particularment la del planeta Terra, dins un moment sense especificar del passat geològic.
La composició de la paleoatmosfera terrestre es pot inferir actualment amb l'estudi de l'abundància de material amb dades tipus proxy com els òxids de ferro, carbó vegetal i la densitat dels estomes de fulles fòssils en els dipòsits geològics. Malgrat que actualment l'atmosfera terrestre està dominada pel nitrogen (un 78%), oxigen (un 21%), i argó (un 1%), l'atmosfera prebiològica es creu que era altament reductora i que virtualment no tenia oxigen lliure ni argó, el qual es genera per la desintegració radioactiva de K40 i estava dominada pel nitrogen, diòxid de carboni i metà.
Concentracions apreciables d'oxigen lliure probablement no es van presentar fins fa 2,5 milers de milions d'anys enrere. Després de l'Esdeveniment de la Gran Oxigenació, les quantitats d'oxigen produïdes com a subproducte de la fotosíntesi pels cianobacteris començaren a excedir les quantitats dels materials químicament reductors, notablement el ferro dissolt. Al començament del període Cambrià fa uns 541 milions d'anys enrere, les concentracions d'oxigen lliure es van incrementar prou per a permetre l'evolució dels organismes pluricel·lulars. Hi va seguir la subseqüent aparició, evolució ràpida i radiació de les plantes terrestres, les quals cobriren gran part de la superfície terrestre, des de fa uns 450 milions d'anys enrere, les concentracions d'oxigen arribaren i més tard superaren, els valors actuals durant el principi del Carbonífer quan la concentració atmosfèrica del CO
2 va baixar per sota de les concentracions actuals.